# Кусунда (народ)
Кусунда или Бан Раджа («лесные люди») — племя, проживающее в Непале; этнически связаны с народом чепанг, однако в отличие от чепангов проживают не в домах, а в лесу. Исповедуют анимизм, хотя в их ритуалах чувствуется индуистское влияние. Согласно переписи 2001 г., насчитывалось 164 кусунда, из которых 160 заявили себя как индуисты, и 4 — как буддисты.
Говорят на языке кусунда, который ранее считался принадлежащим к тибето-бирманской семье, однако согласно современным представлениям, является изолированным (Джозеф Гринберг и Рулен Мерритт относят к гипотетической индо-тихоокеанской макросемье). До последнего времени было известно, что осталась только одна пожилая носительница языка кусунда, однако несколько лет назад появилась неподтверждённая информация, что в отдалённом лесном районе Непала обнаружено ещё трое людей, владеющих этим языком.